# 디아블로케라톱스
디아블로케라톱스(Diabloceratops)는 백악기 후기 약 7900만년 전에 미국의 유타 주였던 곳에 살던 각룡류 켄트로사우루스아과 공룡의 한 속이다. 디아블로케라톱스는 중간 정도 크기, 보통 몸집에 사족보행을 하는 초식동물로 몸길이 약 5.5 미터 정도까지 자랐을 것으로 보인다. 디아블로케라톱스는 고생물학적으로 중요한데, 발견 당시 가장 오래된 케라톱스과이자 몬태나보다 남쪽에서 발견된 최초의 에드몬토니아 아과 공룡이었기 때문이다.

## 어원
속명은 스페인어로 "악마"를 뜻하는 "디아블로"와 라틴화된 그리스어로 "뿔 달린 얼굴"을 뜻해서 각룡류의 이름에 흔히 붙는 어미인 "케라톱스"의 합성어로 목 부위의 프릴에 있는 뿔이 악마의 뿔 같다고 해서 붙여진 이름이다. 종명은 웨버 주립대학의 고생물학자이자 주 저자인 짐 커크랜드의 오랜 친구인 제프리 이튼을 기념한 것이다. 이튼은 디아블로케라톱스의 표본이 발견된 그랜드 스테어케이스-에스칼란테 내셔널 모뉴먼트를 설립하는 데 큰 역할을 했다. 모식종인 디아블로케라톱스 에아토니(Diabloceratops eatoni)는 2010년에 제임스 커크랜드와 도날드 드블리우가 명명 및 보고했다.

## 발견
디아블로케라톱스 에아도니 화석은 유타주 케인 카운티의 와윕 층(Wahweap Formation)에서 발견되었다. 모식표본인 UMNH VP 16699는 2002년에 돈 드블리우가 백악기 샹파뉴절, 약 8100만년에서 7600만년 전에 퇴적된 와윕 층의 래스트 챈스 크릭 (Last Chance Creek) 지역 층내암편 사암에서 발견했다. 이 표본은 두개골 일부분과 오른쪽은 온전하고 왼쪽은 풍화되어 일부만 남아 있는 아래턱으로 구성되어 있다. 다른 표본인 UMNH VP 16704는 그보다 몇 년 전 1998년에 조슈아 A. 스미스가 니플 버트(Nipple Butte) 지역의 와윕층에서 발견했으나 2010년에 디아블로케라톱스로 명명될 때까지 보고되지 않았다. 두 표본은 모두 유타 자연사박물관에 보관되어 있다.

## 특징

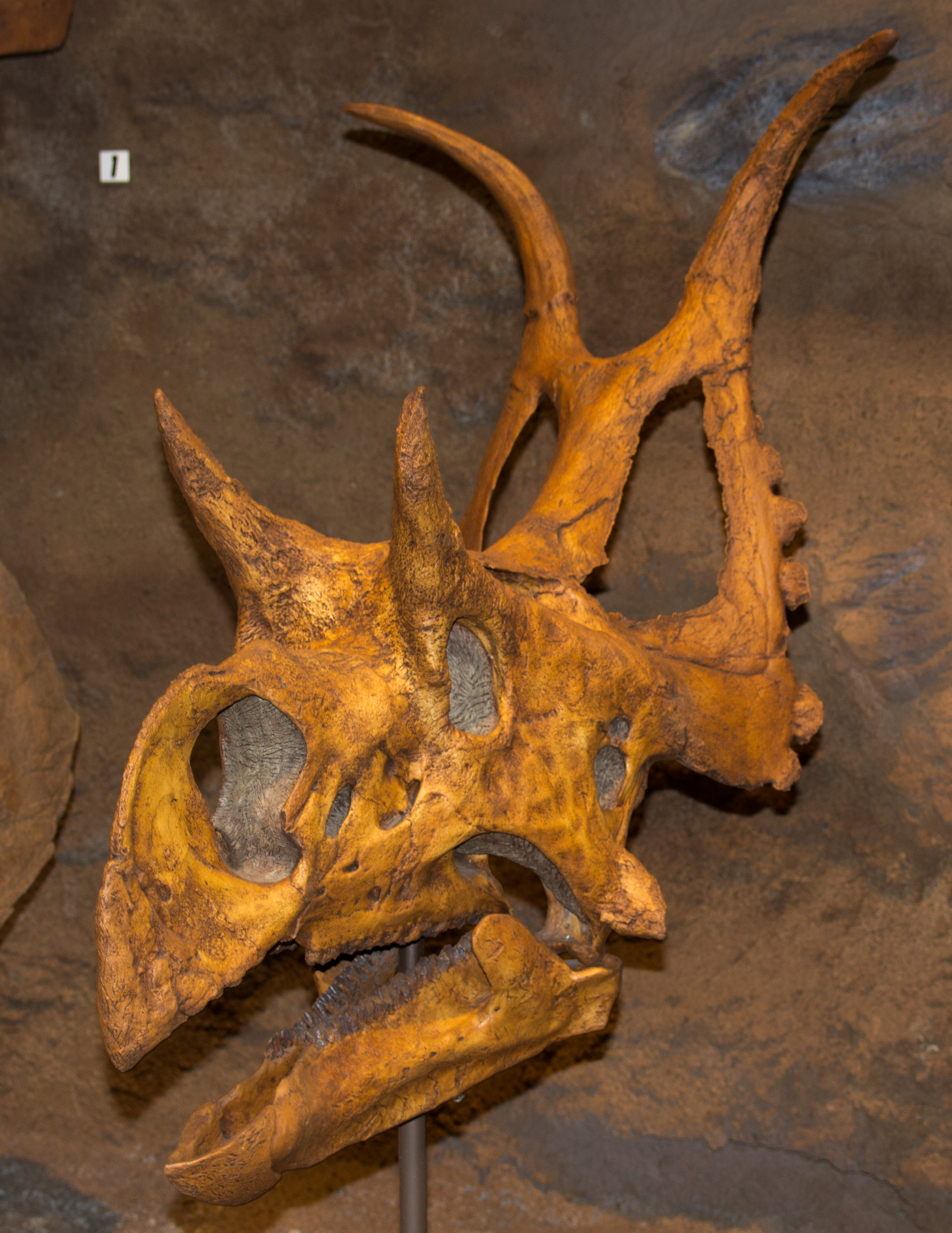
복원된 두개골

디아블로케라톱스는 전형적인 각룡류처럼 뼈로 만들어진 커다란 목 주위의 프릴을 가지고 있다. 코에는 작은 뿔이 있고, 그 앞에 뿔이 하나 더 있었을 수 있다. 상대적으로 작은 뿔 두 개가 눈 위에 있다. 두개골은 다른 켄트로사우루스아과 공룡들에 비하면 위아래로 길고 앞뒤로 짧다. 프릴 위에는 에이니오사우루스나 스티라코사우루스처럼 매우 긴 뿔이 한 쌍이 있다. 켄트로사우루스아과 중 가장 일찍 나타난 공룡들 중 하나이기 때문에 커크랜드는 디아블로케라톱스와 더 "원시적"인 프로토케라톱스과 공룡들이 공유하는 특징 하나에 주목했다. 디아블로케라톱스와 프로토케라톱스과 공룡 모두의 두개골에는 후대의 더 분화된 케라톱스과 공룡에서는 볼 수 없는 작은 구멍이 있다. 커크랜드는 이것을 보고 초기의 종들은 자연적인 그룹을 이루는 것이 아니라 점진적으로 더 분화된 형태, 즉 케라톱스과에 가까워지는 층계군(grade)을 이룬다고 보았다.

## 고생태학

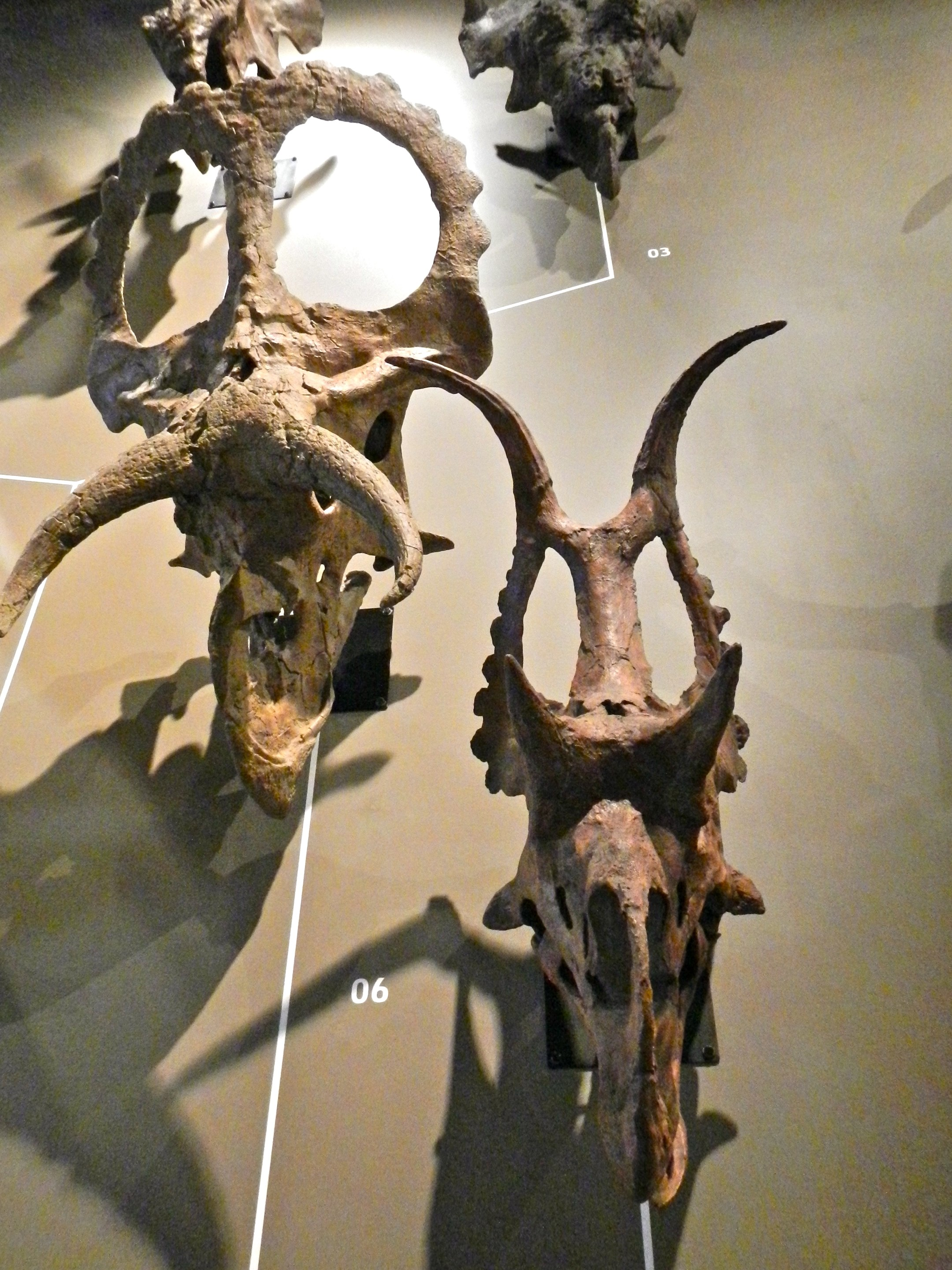
유타 자연사박물관에 전시된 나수토케라톱스(왼쪽)와 디아블로케라톱스의 복원된 두개골.

### 서식지
와윕층은 방사성동위원소 연대측정법에 의해 8100만년에서 7600만년의 연대를 가지는 것으로 나타났다. 디아블로케라톱스가 살았던 이 시기에는 서부내해수로(Western Interior Seaway)가 가장 넓었던 시기로 라라미디아 섬대륙 남부를 그외의 북아메리카로부터 거의 완전히 고립시킨 상태였다. 공룡들이 살던 지역에는 호수, 범람원, 그리고 동쪽으로 흐르는 강들이 있었다. 와윕 층은 남쪽의 브라이스캐년국립공원에서부터 지온국립공원을 거쳐 그랜드캐년까지 이어지는 광활한 지역에 생성된 퇴적암인 대계단 (Grand Staircase) 지역의 일부였다. 빠른 퇴적속도와 그 외의 증거들을 종합해 보면 습도가 높고 계절의 변화가 있는 기후였다.

### 고동물군
디아블로케라톱스는 다른 공룡들, 하드로사우루스류인 아크리타부스 가그스라르소니(Acristavus gaglarsoni), 명명되지 않은 곡룡류와 후두류, 그리고 아마도 최상위 포식자였을 수각류 리트로낙스 아르게스테스(Lythronax argestes) 등과 한 지역에서 살았다.
 디아블로케라톱스가 살던 시기의 와윕 층에서 발견되는 척추동물로는 민물고기인 보우핀, 가오리와 상어, 콤프세미스 같은 거북, 악어, 그리고 폐어 등이 있다. 이 지역에는 다구치류, 클라도테리아(Cladotherian) 포유류, 유대류, 그리고 태반류, 식충류 등의 포유류들도 많이 살았다. 포유류들은 카이파로위츠 층이 된 지역에 살던 종류보다는 더 원시적이었다. 와윕 층에는 흔적화석이 상대적으로 풍부해서 조반류 및 수각류 공룡들 뿐 아니라 악어형류도 있었다는 것을 알 수 있게 해준다. 2010년에는 독특한 흔적화석이 발견되어 공룡과 원시적인 포유류 사이에 포식자-피식자 관계가 있었다는 것을 보여주었다. 흔적화석에는 최소한 두 개의 화석화된 포유류 둥지와 이와 연관되어 마니랍토라 공룡이 땅을 판 자국이 발견되었다. 바로 옆에서 발견된 이 흔적으로 보아 발톱자국을 남긴 공룡이 구멍 속에 사는 포유류를 잡아먹으려고 했다는 것을 알 수 있다. 와윕 층에서 발견되는 무척추동물로는 곤충이 규화목에 남긴 화석화된 구멍 에서부터 여러 종류의 연체동물, 커다란 게 그리고 매우 다양한 복족류와 개형충 등이 있다.